# 199 v. Chr.
Portal Geschichte | Portal Biografien | Aktuelle Ereignisse | Jahreskalender | Tagesartikel

◄ |
3. Jahrhundert v. Chr. |
2. Jahrhundert v. Chr. |
1. Jahrhundert v. Chr. |
►

◄ | 210er v. Chr. | 200er v. Chr. | 190er v. Chr. | 180er v. Chr. |
170er v. Chr. |
►

◄◄ | ◄ | 202 v. Chr. | 201 v. Chr. | 200 v. Chr. | 199 v. Chr. |
198 v. Chr. |
197 v. Chr. |
196 v. Chr. |
► |
►►
Staatsoberhäupter

## Ereignisse
- Antiochos III. scheitert bei dem Eroberungsversuch von Coracesium (heute Alanya) in der Region Kilikien (Küstenregion in der Türkei).
- Zweiter Makedonisch-Römischer Krieg: Der Aitolische Bund wechselt vom Verbündeten Makedoniens zum Verbündeten Roms.

## Gestorben
- Servius Sulpicius Galba, römischer Senator und Pontifex